# Гільдеґард Вестеркамп
Гільдеґард Вестеркамп (англ. Hildegard Westerkamp; нар. 8 квітня 1946, Оснабрюкк, Нижня Саксонія) — канадська композиторка, авторка звукових інсталяцій, дослідниця звукової екології.

## Життєпис
Протягом 1966—1968 навчалася як флейтистка і піаністка у консерваторії Фрайбурга. У 1968 р. виїхала до Ванкувера. У 1972 р. отримала ступінь бакалавра музики в Університеті Британської Колумбії. У 1988 році отримала ступінь магістра мистецтв в Університеті Саймона Фрейзера, темою її магістерської праці було «Слухання й творення звуку» (англ. Listening and Soundmaking).
Протягом 1973—1980 у тому ж університеті співпрацювала з Реймондом Мюраєм Шафером в рамках World Soundscape Project. З 1974 створювала передачі на Vancouver Co-operative Radio, присвячені звуковому ландшафту.
З 1982 по 1990 викладала в університеті Саймона Фрейзера. З 1991 по 1995 була редакторкою «Soundscape Newsletter» і з 2000 р. є в редколегії «Soundscape — The Journal of Acoustic Ecology». Є співзасновницею World Forum for Acoustic Ecology.

## Творчість
У ранніх творах працювала з акустичними інструментами в поєднанні з плівкою, але згодом відійшла від традиційних інструментів і почала використовувати у творах переважно записи акустичного середовища, як чисті, так і перетворені. У деяких творах використовує тексти, як свої, так і інших авторів. Окремі твори написані для конкретних ситуацій, зокрема «Harbour Symphony» — для 100 гудків човнів у порті Ванкувера.
У її доробку також звукові інсталяції та звукові роботи для кіно.